# Claus Krüger (Politiker)
Claus Krüger (* 1949) ist ein deutscher Politiker (Bündnis 90/Die Grünen). Er war von 2005 bis 2007 Landesvorstandssprecher des sächsischen Landesverbands der Grünen.
Krüger kam in der Nähe von Hamburg zur Welt und besuchte ab 1956 in Reutlingen die Grundschule sowie später das Gymnasium. 1977 wurde er in Stuttgart als Architekt tätig. Daraufhin absolvierte er in den Fächern Baubiologie und Ökologie ein Fernstudium. 1996 zog er mit seiner Familie nach Sebnitz um und gründete dort ein Architekturbüro. Krüger wurde 1999 zum Vorsitzenden des Kreisverbands Sächsische Schweiz von Bündnis 90/Die Grünen gewählt. Bei einer Landesversammlung in Pirna wählten die Delegierten von Bündnis 90/Die Grünen Sachsen Krüger im Januar 2005 an der Seite von Eva Jähnigen zum neuen Vorstandssprecher des Landesverbands.
2014 wurde Krüger im Landkreis Sächsische Schweiz-Osterzgebirge erneut in den Kreistag gewählt. Er kehrte 2015 nach Baden-Württemberg zurück und gab daher sein Mandat als Kreisrat in Sachsen auf.